# Теґід (кратер)
Кратер Теґід (англ. Craters Tegid) — метеоритний кратер на Європі, супутнику Юпітера.

## Характеристики
Утворився на місці падіння на поверхню супутника Європа космічного метеорита, якого притягнув у свою орбіту масивний Юпітер. Внаслідок чого сформувався ударний кратер з діаметром 29,7 кілометра. Центр кратера розташовано за координатами 0.8° пд. ш., та 164.4° зх. д.
Вперше про льодовий кратер довідалися в 1985 році, після дослідження поверхні супутника телескопами з Землі. Названий на ім'я Теґід, на честь чоловіка богині родючості Керідвен з валлійської міфології.